# Cordyligaster septentrionalis
Cordyligaster septentrionalis là một loài ruồi trong họ Tachinidae.